# Kế toán quản trị
Kế toán quản trị hay kế toán quản lý là lĩnh vực chuyên môn của kế toán nhằm nắm bắt các vấn đề về thực trạng, đặc biệt thực trạng tài chính của doanh nghiệp; qua đó phục vụ công tác quản trị nội bộ và ra quyết định quản trị. Thông tin của kế toán quản trị đặc biệt quan trọng trong quá trình vận hành của doanh nghiệp, đồng thời phục vụ việc kiểm soát, đánh giá doanh nghiệp đó.)
Thông tin mà kế toán quản trị cần nắm bắt bao gồm cả thông tin tài chính và thông tin phi tài chính.
Bản chất của thông tin trong kế toán quản trị là thông tin quản lý, không phải thông tin tài chính đơn thuần. Trước khi tập hợp thông tin kế toán quản trị phải biết rõ mục đích của thông tin đó.
Vai trò trách nhiệm truyền thống của kế toán quản trị đang được mở rộng bao hàm cả các nhu cầu đối với quá trình ra quyết định chiến lược kinh doanh. Cán bộ kế toán quản trị ngày nay không còn đơn thuần làm công việc đo, đếm. Các kỹ năng tài chính của người làm kế toán quản trị có được từ kinh nghiệm và đào tạo đã được sử dụng rộng rãi trong nhiều hoạt động của doanh nghiệp. Người làm kế toán quản trị ngày nay cần phải hiểu được các lĩnh vực chức năng khác như marketing, tài chính, quản trị hòa quyện với các quyết định của kế toán thế nào.
Những tiến bộ trong hàng chục năm qua đã làm cho những nhà kế toán quản trị có thể trở thành một phần trong đội ngũ các nhà quản lý làm gia tăng giá trị của tổ chức.

## Mục tiêu của kế toán quản trị
- Biết được từng thành phần chi phí, tính toán và tổng hợp chi phí sản xuất, giá thành cho từng loại sản phẩm, từng loại công trình dịch vụ.
- Xây dựng được các khoản dự toán ngân sách cho các mục tiêu hoạt động.
- Kiểm soát thực hiện và giải trình các nguyên nhân chênh lệch giữa chi phí theo dự toán và thực tế.
- Cung cấp các thông tin cần thiết để có các quyết định kinh doanh hợp lý. 

## Vai trò của các kế toán viên quản trị
Các nhà kế toán quản trị phải tham gia vào việc xây dựng và thực hiện chiến lược, sau đó biến các dự định chiến lược và năng lực thành các biện pháp quản trị và vận hành.
Kế toán quản trị đã chuyển chức năng từ người lưu giữ sổ sách, số liệu trong quá khứ để trở thành nhà thiết kế của những hệ thống thông tin quản trị trọng yếu của tổ chức.
Những hệ thống đo lường hiệu quả hiện có, ngay cả những hệ thống dựa trên nền tảng quản lý trên cơ sở hoạt động (ABC hay ABM), cũng chỉ tập trung và việc cải thiện các quy trình hiện tại. Ngược lại, phương pháp bảng điểm cân bằng (balanced scorecard) tập trung vào những quy trình mới nào cần thiết để đạt những mục tiêu về hiệu quả có tính đột phá cho khách hàng và cổ đông.

## Nội dung công việc của kế toán quản trị

### Hạch toán chi phí
Nội dung chính là xác định chi phí chứ không phải là hạch toán thật chính xác vì các số liệu chỉ phục vụ mục tiêu nội bộ, không có tính pháp lý. Các thông tin chi phí này được phép sử dụng linh hoạt hơn thông thường.

### Kiểm soát và lập kế hoạch
Kết hợp nhịp nhàng quy trình lập kế hoạch, đánh giá với các mục tiêu chiến lược của doanh nghiệp.

### Đánh giá hiệu quả
Công việc này lại cần chú trọng tới các hiệu quả phi tài chính dựa trên các dữ liệu tài chính.

## Sự khác biệt giữa Kế toán tài chính và Kế toán quản trị
Cả hai loại kế toán này đều dựa trên cùng một nguồn dữ liệu chung, thậm chí đội ngũ xử lý là một song do mục tiêu khác nhau nên có nhiều điểm khác nhau:
- Kế toán tài chính chủ yếu hướng đến đối tượng bên ngoài: cổ đông, thuế, đối tác... còn kế toán quản trị chủ yếu chỉ phục vụ các đối tượng bên trong công ty.
- Kế toán quản trị chú trọng tương lai, kế toán tài chính đi sâu vào quá khứ.
- Kế toán tài chính nhấn mạnh tính chính xác, khả năng xác minh còn kế toán quản trị chú trọng đến sự kịp thời, không cần thật chính xác, thậm chí nhiều ước định. Môn này cũng nhấn mạnh liên quan để lập kế hoạch và kiểm soát nội bộ hơn.
- GAAP: Kế toán tài chính buộc phải tuân theo, kế toán quản trị thì không.